# Borochoro
Borochoro (kazašsky Борохоро жотасы) je horský hřbet Východního Ťan-šanu, rozkládá se především na území Číny, západní část zasahuje do Kazachstánu. 
Borochoro se táhne téměř rovnoběžkovým směrem ze západu na východ, mezi údolím řeky Ili na jihu a kotlinou jezera Ebinur na severu. Na západě se napojuje na Džungárský Alatau. Dosahuje délky asi 250 km a tyčí se do výšky asi 4500 m n. m.
Pohoří má výrazně vysokohorský reliéf, hlavní hřeben je úzký a silně rozčleněný. Borochoro je tvořeno zejména předkambrickou a prvohorní krystalickou břidlicí. Ve vyšších nadmořských výškách jsou celoročně ledovce. Zalednění je početnější zejména ve východní části (asi 50 ledovců). Sněžná čára se pohybuje ve výšce 3700-3950 m n. m. 
Na západním úpatí leží horské jezero Sajram-nur. Nižší části svahů jsou porostlé stepní a pouštní vegetací, na severu jsou husté jedlové lesy. Ve výškách 1800-2800 m n. m. jsou alpinské louky. 
Přes severní úpatí vede silnice z Almaty do Urumči.